# Vitória Yaya
Vitória Ferreira Silva (Suzano, 23 de enero de 2002), conocida como Vitória Yaya o Yaya, es una futbolista profesional brasileña. Juega como mediocampista en el Corinthians del Campeonato Brasileño de Fútbol Femenino. Es internacional con la selección de Brasil.

## Trayectoria

### Inicios
Nació en Suzano pero se crio en Ferraz de Vasconcelos, ambos situados en el estado de São Paulo. Yaya ingresó en las juveniles del Centro Olímpico a los 13 años. Como su estilo de juego era similar al de Yaya Touré, se ganó ese apodo. En 2017, se mudó a São Paulo, luego de que el club estableciera una sociedad con el Centro Olímpico.

### São Paulo
Ascendida al primer equipo en la temporada 2019, debutó con el equipo absoluto el 27 de marzo de 2019, fue titular y anotó el gol de la victoria en el triunfo en casa por 1-0 contra América Mineiro en la Série A2. Fue titular habitual durante la campaña liguera del club y consiguieron el ascenso a la Série A1 como campeonas.

### Santos
El 8 de enero de 2023, Yaya fichó por el Santos. A pesar de ser titular habitual en el equipo, abandonó menos de un año después, el 20 de diciembre de 2023.

### Corinthians
El 5 de enero de 2024, Yaya fichó por el Corinthians una vez su contrato con el Santos había finalizado.

## Carrera internacional
Vitória Yaya representó a Brasil en la categoría sub-17 en el Campeonato Sudamericano Femenino Sub-17 de 2018 y en la Copa Mundial Femenina Sub-17 de la FIFA 2018 . El 20 de agosto de 2019, con 17 años, fue convocada por primera vez con la selección absoluta para el Torneo Internacional de Fútbol Femenino del año; no diputó ninguno de los dos partidos que la selección disputó en ese torneo.
Después de jugar con la selección sub-20 en las ediciones de 2020 y 2022 del Campeonato Sudamericano de Fútbol Femenino Sub-20, Yaya hizo su debut internacional con la absoluta el 10 de octubre de 2022, reemplazando a Ary Borges en la victoria por 1-0 sobre la selección italiana en el Estadio Luigi Ferraris de Génova, en un partido amistoso.
En el año 2024 participó con la selección brasileña en los Juegos Olímpicos de París.

## Palmarés

### Títulos nacionales
| Título                          | Club      | País   | Año  |
| ------------------------------- | --------- | ------ | ---- |
| Campeonato Brasileño - Serie A2 | Santos FC | Brasil | 2019 |

### Títulos internacionales
| Título                         | Equipo | Sede      | Año  |
| ------------------------------ | ------ | --------- | ---- |
| Campeonato Sudamericano Sub-17 | Brasil | Argentina | 2018 |
| Campeonato Sudamericano Sub-20 | Brasil | Chile     | 2022 |
| Juegos Olímpicos de Verano     | Brasil | París     | 2024 |
| Copa América                   | Brasil | Ecuador   | 2025 |